# Kazimierz Jan z Bnina Opaliński
Kazimierz Jan z Bnina Opaliński (ur. 1639, zm. 21 lipca 1693 w Turowie) – biskup chełmiński. 

## Życiorys
Cysters, kanclerz kapituły katedralnej poznańskiej w latach 1659-1662, opat bledzewski, a od 1679 koadiutor biskupa poznańskiego. Nominowany przez papieża  Innocentego XI na biskupa 18 listopada 1681.
W 1682 doprowadził do odbudowy zniszczonych kościołów w okolicy Torunia, bardzo aktywny w sprawie zniewagi katolików w Toruniu podczas oktawy Bożego Ciała, z poparciem króla w 1688 doprowadził do ugody. Pochowany został w klasztorze łąkowskim.